# Бернардо де Соуза, Натан
Ната́н Берна́рдо де Со́уза (порт.-браз. Natan Bernardo de Souza; родился 6 февраля 2001, Итапесерика-да-Серра, штат Сан-Паулу) — бразильский футболист, защитник клуба «Реал Бетис».

## Биография
Натан — уроженец муниципалитета Итапесерика-да-Серра штата Сан-Паулу. Воспитанник академии клуба Фламенго. 27 сентября 2020 года он дебютировал за «Фламенго» в матче бразильской Серии А против «Палмейраса», выйдя на поле в стартовом составе
1 октября 2020 года Натан дебютировал Кубке Либертадорес, выйдя на поле в основном составе «Фламенго» в матче против эквадорского клуба «Индепендьенте дель Валье», выйдя на поле в стартовом составе.
С 2021 года на правах аренды выступает за «Ред Булл Брагантино». В 2021 году этот клуб впервые в своей истории вышел в финал международного турнира — Южноамериканского кубка. Натан в этой кампании сыграл в четырёх матчах своей команды из 13.

## Достижения
- Чемпион штата Рио-де-Жанейро (1): 2020
- Чемпион Бразилии (1): 2020
- Финалист Южноамериканского кубка (1): 2021